# Skatträsket, Västerbotten
Skatträsket är en sjö i Skellefteå kommun i Västerbotten och ingår i Byskeälvens huvudavrinningsområde. Skatträsket ligger i Byskeälven Natura 2000-område.